# Kim Sung-cheol
Kim Sung-cheol (Hangul: 김성철, RR: Gim Seongcheol) es un actor surcoreano.

## Biografía
Estudió artes escénicas en la Universidad Nacional de las Artes de Corea. Es buen amigo del actor Lee Sang-yi.

## Carrera
En agosto del 2019 se anunció que se había unido a la agencia "Story J Company", previamente formó parte de la agencia "BS Company".
En el 2017 se unió al elenco recurrente de la serie Prison Playbook, donde dio vida a Kim Yeong-cheol alias "Jailbird", un joven que frecuentemente entra y sale de prisión.
El 10 de julio del 2018 se unió al elenco principal de la serie To. Jeny donde interpretó a Park Jung-min, un joven aspirante a cantante y compositor que sufre de fobia al escenario desde que su voz se quebró frente a su primer amor Kwon Na-ra (Jung Chae-yeon), hasta el final de la misma el 18 de julio del mismo año.
En el 2019 se unió al elenco principal de la serie The Wind Blows, donde dio vida al ingenioso y carismático Brian Jeong.
En julio de 2021 se anunció que se uniría al elenco de la serie Our Beloved Summer (también conocida como "That Year, We...") donde interpretará a Kim Ji-woong, un director de documentales que vive su vida como un observador. Es una persona solitaria que ha mantenido una perspectiva omnisciente durante la mayor parte de su vida.

## Filmografía

### Series de televisión
| Año     | Título                | Personaje                  | Notas                            | Ref.          |
| ------- | --------------------- | -------------------------- | -------------------------------- | ------------- |
| 2017-18 | Prison Playbook       | Kim Young-cheol            |                                  |               |
| 2018    | To. Jenny             | Park Jung-min              | 2 episodios                      |               |
| 2018    | Player                | Ji Seung-koo               | Aparición especial - 2 episodios |               |
| 2019    | The Wind Blows        | Brian Jung / Jung Min-shik |                                  | [ 12 ]        |
| 2019    | Arthdal Chronicles    | Ipsaeng                    |                                  |               |
| 2020    | Hospital Playlist     | Noh Jin-hyuk               | Ep. 2                            |               |
| 2020    | Do You Like Brahms?   | Han Hyun-ho                | 16 episodios                     |               |
| 2020    | Sweet Home            | Jung Eui-myung             | Aparición especial - ep. 9-10    |               |
| 2021    | Vincenzo              | Hwang Min-sung             | Aparición especial - 2 episodios | [ 13 ]        |
| 2021    | Racket Boys           | Park Joon-young            | Aparición especial - ep. 6       | [ 14 ] [ 15 ] |
| 2021-22 | Our Beloved Summer    | Kim Ji-woong               |                                  | [ 16 ]        |
| 2023-24 | El juego de la muerte | Kim Hyun-soo               | Aparición especial - ep. 1       | [ 17 ]        |

### Películas
| Año  | Título                       | Personaje        | Notas                                                                                  | Ref.          |
| ---- | ---------------------------- | ---------------- | -------------------------------------------------------------------------------------- | ------------- |
| 2017 | Anarchist from Colony        | Fumio Koto       | Junto a Lee Je-hoon, Choi Hee-seo, Kwon Yul, Kim Jun-han, Kwon Hyuk-soo y Kim Young-gu |               |
| 2018 | Too Hot to Die               | Doo Seok         | Junto a Kim In-kwon, Jung Sang-hoon, Son Dam-bi y Shin Hyun-joon                       |               |
| 2019 | The Battle of Jangsari       | Ki Ha-ryun       | Junto a Kim Myung-min, Choi Min-ho, Kwak Si-yang, Lee Jae-wook y Kim In-kwon           | [ 18 ] [ 19 ] |
| 2020 | Search Out                   | Jun-hyuk         | Junto a Lee Si-eon, Heo Ga-yoon, Go Soo-jung y Son Byung-ho                            |               |
| 2022 | The Night Owl                | Príncipe Sohyeon | Junto a Ryu Jun-yeol y Yoo Hae-jin                                                     |               |
| 2024 | Troll Factory                | Jjingppeot King  | Junto a Son Seok-koo, Kim Dong-hwi y Hong Kyung                                        | [ 20 ] [ 21 ] |
| 2025 | The Old Woman with the Knife | Bullfight        | Junto a Lee Hye-young y Yeon Woo-jin                                                   | [ 22 ]        |

### Programas de variedades
| Año  | Título               | Notas                 | Ref.   |
| ---- | -------------------- | --------------------- | ------ |
| 2018 | Life Bar             | (ep. #93) - invitado  |        |
| 2018 | Video Star: Season 2 | (ep. #114) - invitado |        |
| 2020 | Running Man          | (ep. #518) - invitado | [ 23 ] |

### Radio
| Año  | Título                     | Notas    | Ref.   |
| ---- | -------------------------- | -------- | ------ |
| 2019 | Choi Hwa Jung’s Power Time | invitado | [ 24 ] |

### Teatro / Musicales
| Año         | Título                             | Personaje           | Notas | Ref.          |
| ----------- | ---------------------------------- | ------------------- | --- | ------------- |
| 2014        | Puberty (사춘기)                   | 용만                | (musical) |               |
| 2015        | My Bucket List (마이 버킷 리스트)  | 해기                | (musical) |               |
| 2015        | Thon Hotel (손탁호텔)              | 준                  | (musical) |               |
| 2015        | Tengwolju (풍월주)                 | 사담                | (musical) |               |
| 2015        | Werther (베르테르)                 | 카인즈              | (musical) |               |
| 2015 - 2016 | Good Morning! UFO (안녕! 유에프오) | 상구                | (musical) |               |
| 2016        | Sweeney Todd (스위니 토드)         | Tobias (토비아스)   | Junto a Jo Seung-woo, Jeon Mi-do, Ock Joo-hyun y Yoon So-ho - (musical)                                                                  |               |
| 2016        | Fan Letters (팬레터)               | 정세훈              | (musical) |               |
| 2016        | Romeo and Juliet (사춘기)          | Benvolio (벤볼리오) | (teatro) |               |
| 2017        | Mr. Mouse (미스터 마우스)          | 서인후              | (musical) |               |
| 2018        | Vampire Arthur (뱀파이어 아더)     | 아더                | (musical) |               |
| 2019        | Big Fish                           | -                   | (musical) | [ 25 ] [ 26 ] |
| 2023        | Shakespeare in Love                | William Shakespeare | 28/I-26/III, Seoul Arts Center CJ Towol Theater. Junto a Jung Moon-sung, Kim Yoo-jung, Jung So-min, Chae Soo-bin y Lee Sang-i - (teatro) | [ 27 ]        |

### Singles
| Año  | Canción | Álbum             | Notas               |
| ---- | ------- | ----------------- | ------------------- |
| 2018 | Grab Me | OST de "To.Jenny" | junto a Lee Sang-yi |

## Conciertos
| Año  | Título                                                     | Notas |
| ---- | ---------------------------------------------------------- | ----- |
| 2016 | Festival Musical de Jarasum                                |       |
| 2016 | Carbonated Boys                                            |       |
| 2016 | First Intermission 2016 Barrier-free Concert Goodbye! UEFA |       |
| 2016 | Legend of the Concert with housewarming                    |       |
| 2015 | 더 뮤지컬 콘서트                                           |       |
| 2015 | Musical Talk Concert Houses de 2015                        |       |

## Premios y nominaciones
| Año  | Premio                                      | Categoría                                                    | Trabajo                | Resultado |
| ---- | ------------------------------------------- | ------------------------------------------------------------ | ---------------------- | --------- |
| 2015 | Stage Hook Audience Choice Award (SACA)     | Mejor Actor División Musical                                 | -                      | Ganó      |
| 2017 | 1st Korean Musical Award                    | Mejor Nuevo Actor                                            | Sweeney Todd           | Ganó      |
| 2019 | 40th Blue Dragon Film Award                 | Best New Actor                                               | The Battle of Jangsari | Nominado  |
| 2019 | 27th Korean Culture and Entertainment Award | Best New Actor in a Film                                     | The Battle of Jangsari | Ganó      |
| 2020 | 25th Chunsa Film Art Award                  | Best New Actor                                               | The Battle of Jangsari | Nominado  |
| 2020 | 28th SBS Drama Award                        | Best New Actor                                               | Do You Like Brahms?    | Nominado  |
| 2021 | 2021 SBS Drama Award                        | Excellence Award, Actor in a Miniseries Romance/Comedy Drama | Our Beloved Summer     | Nominado  |